# ويليام فولرتون (محامي)
ويليام فولرتون (بالإنجليزية: William Fullerton) هو قاضي ومحامي أمريكي، ولد في 1 مايو 1817، وتوفي في 8 مارس 1900.